# Liste de personnalités nées dans la Vallée d'Aoste
Pour un article plus général, voir Vallée d'Aoste.
 (février 2025).
Motif : Pas vraiment de valeur ajoutée par rapport à Catégorie:Naissance dans la Vallée d'Aoste (pas plus que pour Liste de personnalités nées dans le Trentin-Haut-Adige et Liste de personnalités nées en Toscane, d'ailleurs) - ces listes sont par ailleurs impossibles à garder à jour (pas d'évolution significative sur la dernière décennie). Elles induisent un biais de sélection (par les rédacteurs) des noms à faire figurer, vu l'absence de sources.
- Archive Wikiwix
- Bing
- Cairn
- DuckDuckGo
- E. Universalis
- Gallica
- Google
- G. Books
- G. News
- G. Scholar
- Persée
- Qwant
- (zh) Baidu
- (ru) Yandex
- (wd) trouver des œuvres sur Wikidata

| 1. | Préciser le motif de la pose du bandeau. | Précisez le motif de la pose du bandeau en utilisant la syntaxe suivante : {{admissibilité à vérifier\|date=août 2025\|motif=remplacez ce texte par le motif}}                                                          |
| 2. | Informer les utilisateurs concernés.     | Pensez à avertir le créateur de l'article, par exemple, en insérant le code ci-dessous sur sa page de discussion : {{subst:avertissement admissibilité à vérifier\|Liste de personnalités nées dans la Vallée d'Aoste}} |

Liste de personnalités nées dans la Vallée d'Aoste comprend les personnalités encyclopédiques en ordre alphabétique de toute époque étant nées sur le territoire aujourd'hui occupé par la région autonome Vallée d'Aoste.
Certains noms présents dans la liste se réfèrent à des personnalités nées à Ivrée (Piémont), en raison du fait que l'hôpital de référence pour la basse vallée se trouve dans cette ville.

## A
- Marco Albarello (1960), skieur, né à Aoste
- Mario Andrione (1932-2017), avocat et homme politique, né à Aoste
- Anselme d'Aoste (1033 - 1109), Docteur de l'Église, né à Aoste
- Anselme de San Saba ou le Jeune, (mort 1148) abbé de Bury St Edmunds, évêque élu de Londres, né à Aoste.

## B
- Hervé Barmasse (1977), alpiniste, né à Aoste, originaire de Valtournenche
- Robert Berton (1909 - 1998), historien, né à Aoste
- Édouard Bérard (1825-1889), chanoine et archiviste de la cathédrale d'Aoste, botaniste et fondateur de la Société de la flore valdôtaine, né à Châtillon
- Martin Besenval de Brünstatt (1600-1660), né à Torgnon, entrepreneur et commerçant
- Alexis Bétemps (1944), historien et ethnologue, né à Saint-Christophe
- Magui Bétemps (1947-2005), chanteuse, née à Valtournenche
- Franco Bieler (1950), skieur alpin, né à Gressoney-Saint-Jean
- Wanda Bieler (1959, skieuse alpine, née à Gressoney-Saint-Jean
- Abel Blanc (1954), alpiniste, né à Aoste, originaire d'Aymavilles
- Gianni Bonichon (1944 - 2010), bobeur, né à Nus
- Charlotte Bonin (1987), triathlète, née à Aoste
- Alexis Brocherel (1874 - 1927), alpiniste né à Courmayeur
- Jules Brocherel (1871-1954), ethnologue et photographe, né à Courmayeur
- Roberta Brunet (1965), athlète, née à Aoste, originaire de Gressan

## C
- Georges Carrel (1800 - 1870), religieux et scientifique, né à Châtillon
- Jean-Antoine Carrel (1829-1890), guide de montagne, né à Valtournenche
- Lucien Caveri (1958), journaliste et homme politique, né à Aoste
- Jean-Baptiste Cerlogne (1826-1910), curé, poète et linguiste patoisant, né à Saint-Nicolas
- Frédéric Chabod (1901 - 1960), historien et homme politique, né à Aoste
- René Chabod (1909 - 1990), avocat, homme politique et alpiniste né à Aoste
- René de Challant (1503/1504), plus illustre membre de la Maison de Challant né à Issogne
- Émile Chanoux (1906 - 1944), notaire et homme politique, né à Valsavarenche
- Pierre Chanoux (1828 - 1909), curé, alpiniste et botaniste, né à Champorcher
- Amilcar Crétier (1909 - 1933), alpiniste, né à Verrès
- Laurent Croux (1864 - 1938), alpiniste, né à Courmayeur

## D
- Léonard David (1960-1985), skieur alpin, né à Gressoney-La-Trinité
- Paolo De Ceglie (1986), footballeur, né à Aoste
- César Dujany (1920), homme politique, né à Saint-Vincent
- Pierre Du Bois (XVe siècle), historien de la Maison de Challant
- Pierre-Étienne Duc (1827-1914), chanoine et historien né à Aoste
- Joseph-Auguste Duc (1835-1922), évêque d'Aoste, né à Chatillon
- Christiane Dunoyer (1972), anthropologue et dialectologue, née à Aoste.

## F
- Paul-Alphonse Farinet (1893 - 1974), avocat et homme politique, né à Aoste
- Patrick Favre (1972), biathlète, né à Aoste
- André Ferré (1904-1954), poète en valdôtain né à Saint-Vincent
- Arianne Follis (1977), skieuse, née à Ivrée, mais originaire de Gressoney-Saint-Jean
- Antoine Fosson (1951), médecin et homme politique, né à Ivrée, mais originaire d'Ayas
- François-Gabriel Frutaz (1859-1922), chanoine et historien né à Torgnon

## G
- Marco Gal (1940 - 2015), poète, né à Gressan
- Maurice Garin (1871 - 1957), cycliste, né à Arvier
- Léon-Clément Gérard (1810-1873) chanoine et écrivain, né à Cogne
- Conrad Gex (1932-1966) - homme politique et aviateur, né à Arvier
- Carlo Gobbo (1944), journaliste, né à Aoste
- Aimé Gorret (1836-1907), curé et alpiniste, né à Valtournenche
- Denise Grey (Jeanne Verthuy) (1896-1996) comédienne née à Châtillon
- Jules Guédoz, alpiniste, né à Courmayeur

## H
- Joseph Henriet (1945), auteur et homme politique arpitaniste, né à Aoste
- Joseph-Marie Henry (1870 - 1947), curé, alpiniste, botaniste et scientifique, né à Courmayeur
- Christine Hérin (Naïf) (1981), chanteuse, né à Aoste, originaire de Quart
- Corrado Hérin (1966), champion de luge et de VTT, né à Aoste

## I
- Gilbert Impérial (1978), guitariste classique, né à Aoste, originaire d'Aymavilles

## J
- Jacques-Joseph Jans (1870-1872), évêque d'Aoste, né à Lillianes

## L
- Robert Louvin, avocat et homme politique, né à Aoste
- Franco Lovignana (1957), évêque, né à Aoste

## M
- Charles Emmanuel Madrus (1599 - 1658), neveu de Charles Gaudence Madrus et prince-évêque de Trente, né à Issogne
- Charles Gaudence Madrus (1562 - 1629), cardinal, né à Issogne
- Aurelio Mancuso (1962), activiste et homme politique, né à Aoste
- Innocent Manzetti (1826 - 1877), scientifique, né à Aoste
- Jean-Joseph Maquignaz (1829-1890), guide de montagne, né à Valtournenche
- Oreste Marcoz (1905 - 1972), avocat et homme politique, né à Aoste
- Eugénie Martinet (1896 - 1983), poétesse, née à Aoste
- Jean-Laurent Martinet (1799 - 1859), avocat et homme politique, né à La Thuile
- Humbert Monterin (1887 - 1940), géographe et glaciologue, né à Gressoney-La-Trinité
- Italo Mus (1892 - 1967), peintre, né à Châtillon

## N
- Robert Nicco (1952), historien et homme politique, né à Donnas

## O
- César Ollier (1865 - 1930), alpiniste, né à Courmayeur
- Ivan Origone (1987), skieur, né à Aoste
- Simone Origone (1979), skieur et alpiniste, né à Aoste
- Félix Orsières (1803-1870), chanoine et journaliste né à Chambave

## P
- Umberto Parini (1944 - 2007), chirurgien, né à Aoste
- Federico Pellegrino (1990), fondeur, né à Aoste
- Sergio Pellissier (1979), footballeur, né à Aoste
- Charles Perrin (1946), homme politique, né à Torgnon
- Ego Perron (1967), homme politique, né à Aoste
- Joseph Petigax, alpiniste, né à Courmayeur
- Richard Pramotton (1961), skieur, né à Courmayeur
- Marilde Provera (1953), femme politique, née à Aoste
- Mario Puchoz (1918 - 1954), alpiniste, né à Courmayeur

## R
- Anselme Réan (1855 - 1927), médecin et nationaliste valdôtain, né à Aoste
- Adolphe Rey (1878 - 1969), alpiniste, né à Courmayeur
- Émile Rey (1846 - 1895), alpiniste, né à Courmayeur
- Auguste Rollandin (1949), vétérinaire et homme politique, né à Brusson
- Augustin Rolando (1909-1991), boxeur, né à Saint-Vincent

## S
- Bruno Salvadori (1942 - 1980), journaliste et homme politique, né à Aoste
- Natalino Sapegno (1901 - 1990), critique littéraire, né à Aoste
- Jean-Joconde Stévenin (1865 - 1956), prêtre et autonomiste valdôtain, né à Gaby

## T
- Joséphine Duc-Teppex (1855-1977), journaliste, née à Aoste, originaire d'Aymavilles
- Jean-Baptiste de Tillier (1678-1744), historien et homme politique, né à Aoste
- Joseph-Marie Trèves (1874 - 1941), curé et journaliste, né à Émarèse

## U
- Stefano Unterthiner (1970), photographe, né à Aoste

## V
- Raymond Vautherin (1935 - 2018), écrivain et linguiste, né à La Thuile
- René-Laurent Vuillermoz (1977), biathlète, né à Aoste, alpiniste, né à Courmayeur

## W
- René Willien (1916), écrivain, né à Aoste